# Чемпионат России по дзюдо 2001
Чемпионат России по дзюдо 2001 года проходил в Чебоксарах с 29 ноября по 1 декабря.

## Медалисты

### Мужчины
| Категория                   | Золото                           | Серебро                              | Бронза                                                                 |
| --------------------------- | -------------------------------- | ------------------------------------ | ---------------------------------------------------------------------- |
| Наилегчайший вес (до 60 кг) | Евгений Станев Санкт-Петербург   | Константин Бутенин Красноярский край | Сергей Закаляпин Челябинская область Степан Елиазян Красноярский край  |
| Полулёгкий вес (до 66 кг)   | Магомед Джафаров Дагестан        | Алексей Храпов Рязанская область     | Константин Зарецкий Москва Александр Караханов Пермская область        |
| Лёгкий вес (до 73 кг)       | Гарик Айвазян Красноярский край  | Валерий Меренков Липецкая область    | Ирбек Айларов Алания Руслан Сазонов Москва                             |
| Полусредний вес (до 81 кг)  | Денис Огиенко Москва             | Сергей Серёгин Рязанская область     | Алексей Шершнев Красноярский край Ибрагимгаджи Ибрагимгаджиев Дагестан |
| Средний вес (до 90 кг)      | Хасанби Таов Адыгея              | Сергей Меньшиков Пермская область    | Дмитрий Морозов Челябинская область Муслим Гаджимагомедов Дагестан     |
| Полутяжёлый вес (до 100 кг) | Юрий Стёпкин Челябинская область | Сурен Балачинский Москва             | Дмитрий Кабанов Москва Виталий Яловенко Волгоградская область          |
| Тяжёлый вес (свыше 100 кг)  | Тамерлан Тменов Алания           | Андрей Мизонов Москва                | Тимур Бучукури Адыгея Кирилл Наумов Волгоградская область              |

### Женщины
| Категория                   | Золото                             | Серебро                            | Бронза                                                                |
| --------------------------- | ---------------------------------- | ---------------------------------- | --------------------------------------------------------------------- |
| Наилегчайший вес (до 48 кг) | Любовь Брулетова ХМАО              | Галина Жданова Тверская область    | Люция Гиниятуллина ХМАО Наталья Самойлова Пензенская область          |
| Полулёгкий вес (до 52 кг)   | Людмила Богданова Санкт-Петербург  | Марина Ковригина Красноярский край | Александра Поповцева Пермская область Оксана Карзакова ХМАО           |
| Лёгкий вес (до 57 кг)       | Татьяна Шушакова Омская область    | Кристина Кудрицкая Москва          | Наталья Ащеулова Татарстан Элла Кузьменко Московская область          |
| Полусредний вес (до 63 кг)  | Анна Сараева ХМАО                  | Ирина Афонина Тульская область     | Ирина Громова Алтайский край Юлия Кузина Оренбургская область         |
| Средний вес (до 70 кг)      | Светлана Галянт Камчатская область | Наталья Писарева Самарская область | Ольга Селиверстова Тюменская область Инга Пырх ХМАО                   |
| Полутяжёлый вес (до 78 кг)  | Полина Чеканина ХМАО               | Вера Москалюк ХМАО                 | Алла Куликова Пермская область Марина Неклюдова Красноярский край     |
| Тяжёлый вес (свыше 78 кг)   | Теа Донгузашвили Санкт-Петербург   | Ирина Родина ХМАО                  | Юлия Хехнёва Нижегородская область Оксана Болтенкова Пермская область |